# Dây gắm lá rộng
Dây gắm lá rộng (danh pháp khoa học: Gnetum latifolium) là một loài thực vật hạt trần trong họ Gnetaceae. Loài này được Blume mô tả khoa học đầu tiên năm 1834.